# صربستان ۱۵۶۴

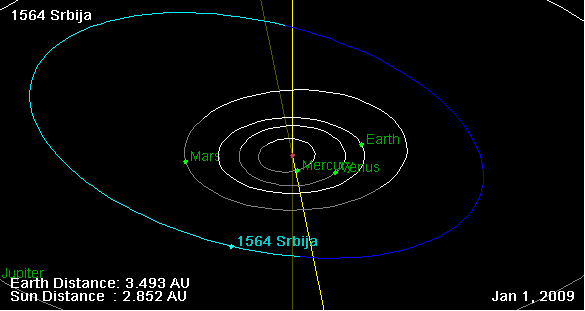
نمایی از محل قرارگیری سیارک صربستان ۱۵۶۴ در مدار - ۲۰۰۹

سیارک ۱۵۶۴ (به انگلیسی: 1564 Srbija، نامگذاری:1936TB) هزار و پانصد و شصت و چهارمین سیارک کشف شده‌است که در ۱۵ اکتبر ۱۹۳۶ کشف شد.
قدر مطلق سیارک برابر ۱۰٫۸۸ است.